# Etienne Schneider

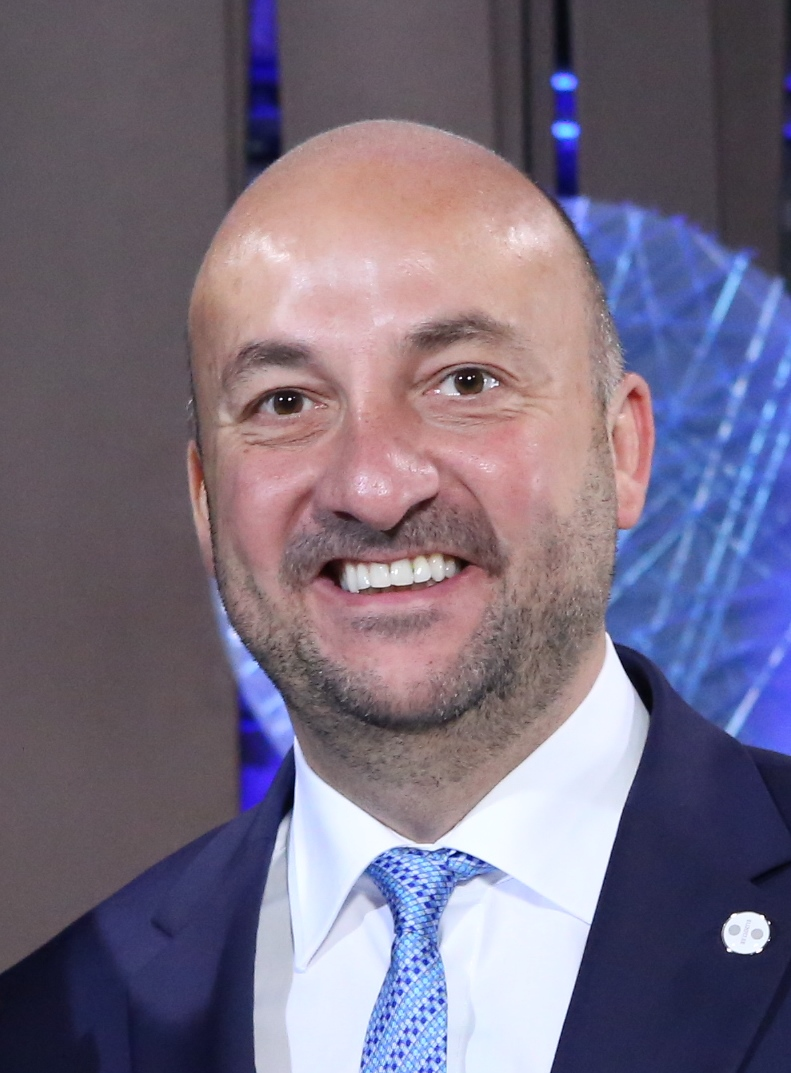
Etienne Schneider, 2016

Etienne Schneider (* 29. Januar 1971 in Düdelingen, Luxemburg) ist ein luxemburgischer Politiker der Sozialistischen Arbeiterpartei (LSAP). Von Dezember 2013 bis Februar 2020 war er stellvertretender Premierminister, Wirtschaftsminister sowie Gesundheitsminister von Luxemburg.

## Leben
Schneider studierte Handels- und Finanzwissenschaften an der ICHEC Brussels Management School, wo er 1995 seinen Hochschulabschluss machte. Bereits 1991 war er in  die LSAP eingetreten. Ab 1995 saß er für seine Partei im Gemeinderat von Kayl. Von 1997 bis 2004 war er Generalsekretär der LSAP-Fraktion in der luxemburgischen Abgeordnetenkammer. 2005 wurde er dort nach den Gemeinderatswahlen zum ersten Beigeordneten des Bürgermeisters gewählt, was er bis 2010 blieb.
Von 2012 bis Dezember 2013 war Schneider Wirtschaftsminister in Luxemburg in der Regierung Juncker-Asselborn II. Bei den Parlamentswahlen 2013 war er Spitzenkandidat der LSAP. In der Folge wurde eine Koalition zwischen der Demokratischen Partei (DP), der LSAP und den luxemburgischen Grünen unter der Führung von Xavier Bettel (DP) gebildet. In dieser Regierung übernahm Schneider erneut das Amt des Wirtschaftsministers sowie erstmals das Amt des Ministers für Innere Sicherheit und Verteidigung. Außerdem war er seitdem stellvertretender Premierminister.
2015 initiierte Etienne Schneider die SpaceResources.lu Initiative, die sich mit der Erforschung und möglichen Nutzbarmachung von Weltraumrohstoffen befasst. Dies führte auch zur Schaffung eines Weltraumressourcengesetzes. Als weiteren Schritt gründete er 2018 die nationale Weltraumorganisation Luxembourg Space Agency.
Politico Europe wählte Etienne Schneider in die Liste der wichtigsten Europäer 2018.
Das Wissenschaft- und Technikmagazin SpaceNews wählte Etienne Schneider im Dezember 2017 für sein Engagement im Bereich Weltraumressourcen zum Government Leader of the Year.
Am 23. Dezember 2019 gab Schneider seinen Rückzug aus der aktiven Politik bekannt. Er werde seine Ämter in der Regierung am 4. Februar 2020 niederlegen und auch auf eine mögliche Rückkehr in die Abgeordnetenkammer verzichten. Einen Wechsel in die Privatwirtschaft schloss er nicht aus, zunächst aber werde er sich eine Auszeit gönnen und sich um sein Privatleben kümmern. Schneider übernahm damit auch die politische Verantwortung für das schlechte Abschneiden der LSAP bei der Kammerwahl 2018 und betonte, es sei an der Zeit für eine Erneuerung der Partei. Sein Nachfolger als Vizepremier wurde Arbeits- und Sportminister Dan Kersch, als Wirtschaftsminister der Kammerabgeordnete Franz Fayot.
Etienne Schneider ist mit dem Bankier Jérôme Domange verheiratet.